# Niederspannungsanlage

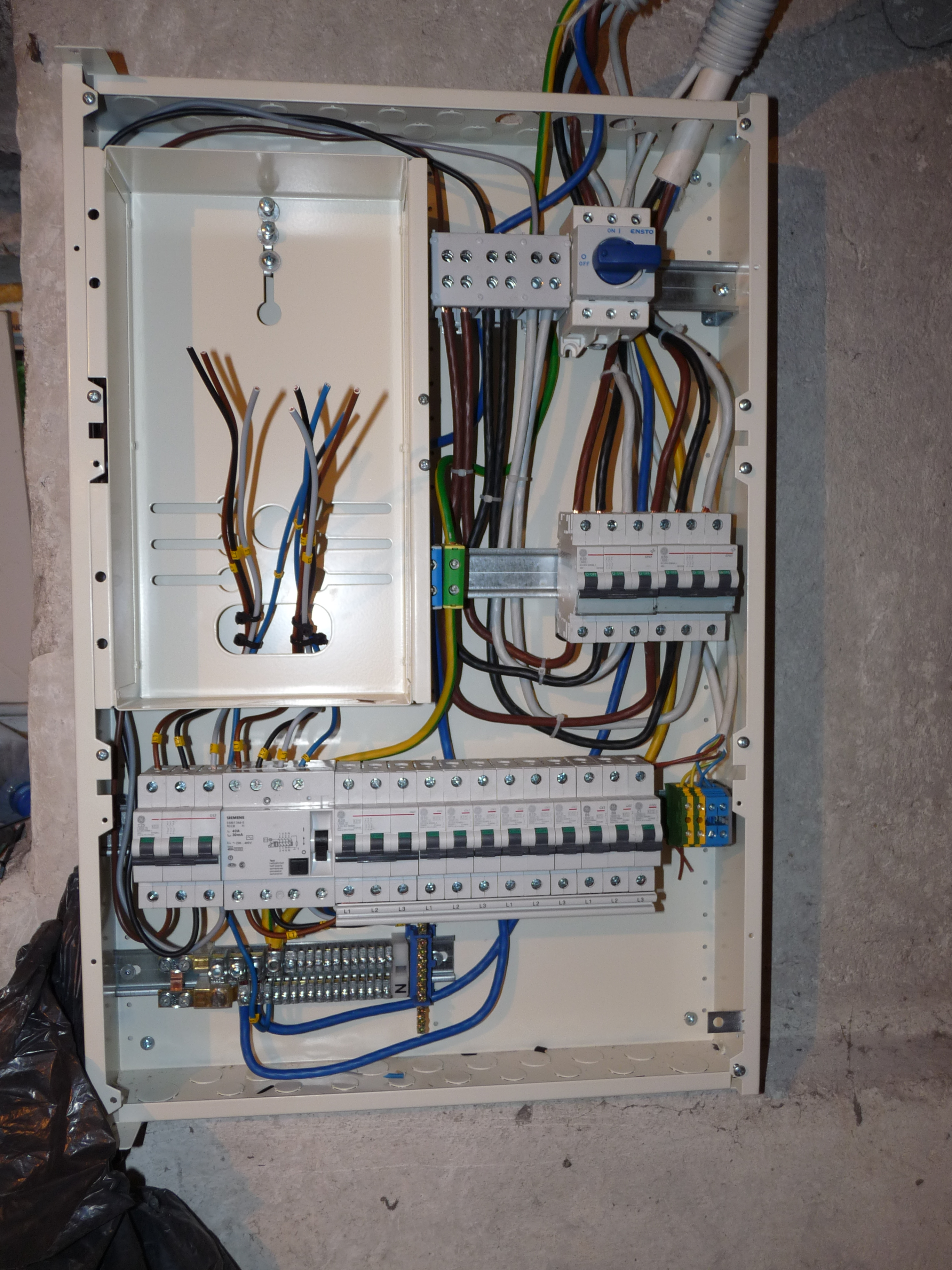
In Bau befindliche Unterverteilung: ein Teil der Niederspannungsanlage, wie sie in jedem Haus üblich ist

Niederspannungsanlagen, früher auch Starkstromanlagen genannt, sind elektrische Anlagen, die mit Niederspannung betrieben werden. Die Niederspannungsrichtlinie definiert als Niederspannung Nennspannungen
- zwischen 50 und 1000 Volt für Wechselstrom
- zwischen 120 und 1500 Volt für Gleichstrom.

Die Niederspannungsrichtlinie gilt jedoch nicht für spezielle Betriebsmittel und Bereiche, wie z. B.
- elektrische Betriebsmittel zur Verwendung in explosionsfähiger Atmosphäre
- elektro-radiologische und elektro-medizinische Betriebsmittel
- elektrische Teile von Personen- und Lastenaufzügen
- Elektrizitätszähler.

Niederspannungsanlagen bestehen aus Betriebsmitteln zum Erzeugen, Umwandeln, Speichern, Fortleiten, Verteilen und Verbrauchen elektrischer Energie mit dem Zweck des Verrichtens von Arbeit – z. B. in Form von mechanischer Arbeit, zur Wärme- und Lichterzeugung oder bei elektrochemischen Vorgängen.
Die für den Aufbau, Betrieb und Instandhaltung wichtigen Normen für Niederspannungsanlagen sind festgelegt in den DIN-VDE-Normen Teil 1, insbesondere in VDE 0100.
Das Niederspannungsnetz stellt eine verbreitete Niederspannungsanlage zur öffentlichen Energieversorgung dar, welche in Europa üblicherweise mit Dreiphasenwechselstrom betrieben wird.

## Abgrenzungen
Nach unten grenzt die Niederspannung an den Bereich der Kleinspannung. Elektrische Anlagen, die ausschließlich mit Kleinspannung betrieben werden (z. B. elektrische Modelleisenbahnen), werden nicht zu den Niederspannungsanlagen gezählt, aber in den einschlägigen VDE-Normen spezifiziert und behandelt.